# Censos de Ucrania
Los Censos en Ucrania (en ucraniano: Переписи населення України, Perepysy naselennya Ukrayiny) es un evento esporádico que desde 2001 ha sido realizado por el Comité Estatal de Estadística de Ucrania bajo la jurisdicción del Gobierno de Ucrania. 

## Historia

### Los primeros pasos
El primer censo oficial en el territorio de Ucrania tuvo lugar en 1818 cuando Ucrania occidental era parte del Imperio austríaco. Sin embargo, un censo moderno no tuvo lugar hasta 1857. Desde entonces, los siguientes censos tuvieron lugar en el estado de doble poder de Austria-Hungría en 1869, 1880, 1890, 1900, 1910. Esos últimos cinco censos también incluyeron el territorio del actual Óblast de Zakarpatia, que era parte del Reino de Hungría. Los censos posteriores se suspendieron cuando el país se vino abajo. El resto de Ucrania, que era parte del Imperio ruso, realizó su primer censo como parte del censo ruso de 1897. El próximo censo nacional en Rusia no tuvo lugar hasta después de la Primera Guerra Mundial y la formación de la Unión Soviética. En 1920, se realizó un censo solo en aquellas áreas que no estuvieron involucradas en la guerra civil rusa. 

### Censos de entreguerras
El siguiente censo realizado en la mayor parte del territorio del oeste de Ucrania (este de Galicia) fue el censo polaco de 1921, mientras que el censo de Checoslovaquia de 1921 tuvo lugar en el territorio del Óblast de Zakarpatia. En 1930 se realizó otro censo en ambas regiones como parte de sus respectivos censos nacionales que se realizaron en el mismo año. También el área del actual Óblast de Chernivtsí vio su primer censo nacional en 1930 por primera vez desde el último que se realizó en Austria-Hungría en 1910, mientras que el área de Budzhak de hoy Óblast de Odesa junto con el resto de Besarabia tenía datos estadísticos demográficos rusos que se remontaban a 1897. Ya durante la Segunda Guerra Mundial se realizó un censo más en 1941 en Hungría, que anteriormente saqueó y ocupó el territorio de Cárpato-Ucrania (hoy Óblast de Zakarpatia). Como se mencionó anteriormente, el primer censo nacional ruso desde 1897 se llevó a cabo solo en 1926 como parte del primer censo de toda la Unión en la URSS. El próximo censo en la Unión Soviética tuvo lugar en 1937, pero fue reconocido como no oficial y nunca fue revelado. El censo también fue reconocido como una conspiración contra el régimen soviético. Justo antes de la Segunda Guerra Mundial en 1939, la Unión Soviética realizó otro censo que fue aceptado como oficial.

### Censos de posguerra
Después de la Segunda Guerra Mundial, Ucrania se unió en sus fronteras actuales (incluida Crimea) y dentro de la Unión Soviética. El primer censo soviético después de la guerra tuvo lugar en 1959, seguido de tres más en 1970, 1979 y 1989. El próximo censo planeado nunca tuvo lugar cuando la Unión Soviética se disolvió en 1991. 

### Postsoviético
El primer censo nacional de Ucrania tuvo lugar en 2001. Originalmente se planeó que el próximo seguiría en 2010, pero se pospuso hasta 2020. En octubre de 2019, el Servicio Estatal de Estadística de Ucrania confirmó que el próximo censo nacional de Ucrania se realizará del 10 de noviembre al 23 de diciembre de 2020.